# System Administrator Appreciation Day

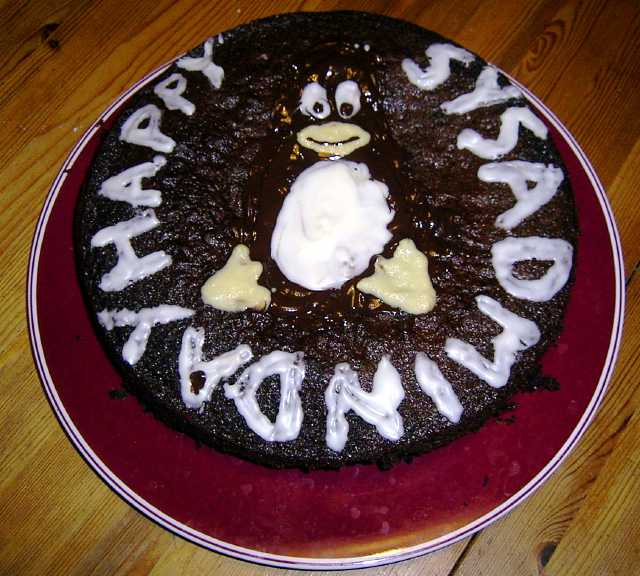
Blaubeerkuchen mit Tux und Glückwünschen

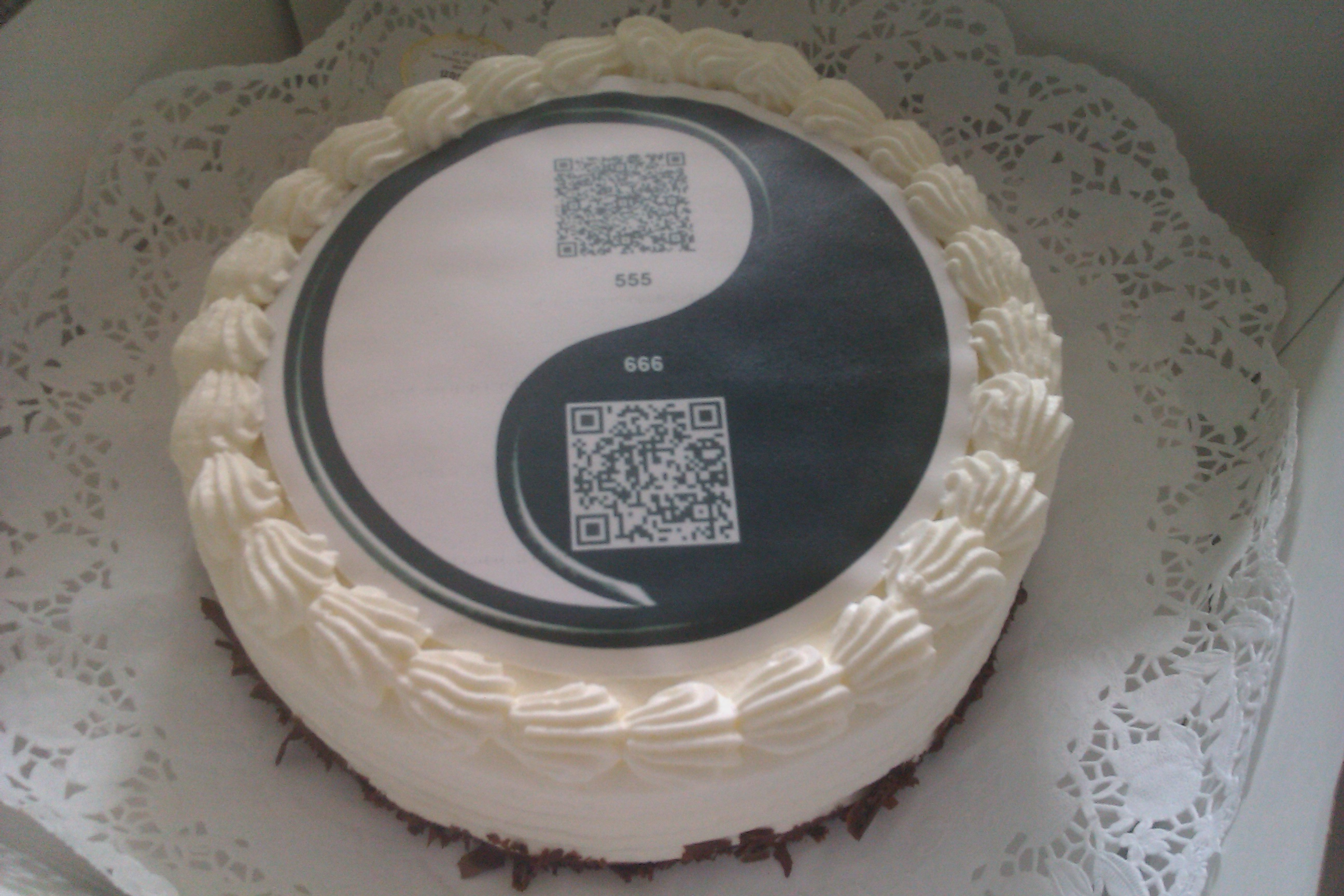
Yin-Yang-Kuchen mit Links zu einer SAAD-Seite und zu BOFH

Der System Administrator Appreciation Day (englisch appreciation „Wertschätzung“) ist ein jährlicher Gedenktag an Systemadministratoren. Er soll dazu dienen, dem Systemadministrator, der seinen Aufgaben üblicherweise im Hintergrund – ohne große Aufmerksamkeit zu erregen – nachgeht, einmal im Jahr für seine gute Arbeit zu danken. 
Der Gedenktag wurde von Ted Kekatos erfunden und findet seit 2000 am letzten Freitag im Juli statt. Kekatos wurde durch eine Anzeige von Hewlett-Packard inspiriert, in der einem Systemadministrator mit Blumen und Obstkörben von Mitarbeitern gedankt wird, weil er neue Drucker installiert hat. Obwohl die Schaffung dieses Gedenktages sicher einige humoristische Aspekte hat, ist der ernste Hintergrund dahinter, auch einmal den Menschen zu danken, deren Arbeit man nicht immer unmittelbar bemerkt und die man normalerweise nur ruft, wenn etwas nicht funktioniert.
Der System Administrator Appreciation Day ist kein national oder international anerkannter Gedenktag.